# 本吉拉
本吉拉（葡萄牙語：Benguela）是安哥拉西部濱臨大西洋的一個港口。
本吉拉位於安哥拉的首都羅安達之南，是本吉拉省的省會。地理位置為南緯12度33分、東經13度25分。
葡萄牙人於1617年建立本吉拉。本吉拉一直是一個重要的貿易中心，特別是近代與巴西、古巴間的奴隸交易。從本吉拉有穿越剛果民主共和國及尚比亞的產銅地區到莫三比克的貝拉（Beira）的鐵路。本吉拉約有人口十七萬人。